# Alanina
L'alanina è un amminoacido utilizzato dagli esseri viventi per la sintesi delle proteine. Viene indicato comunemente con le sigle A o Ala ed è codificato sull'RNA messaggero dai codoni GCU, GCC, GCA e GCG.

## Storia
L'alanina è stata sintetizzata per la prima volta nel 1850 quando Adolph Strecker ha combinato acetaldeide e ammoniaca con acido cianidrico. La parola deriva dal tedesco Alanin, un termine composto dal prefisso Al-, in riferimento al fatto che deriva dalla modificazione di un'aldeide, dall'infisso -an- per facilità di pronuncia, e dal suffisso -in che invece viene comunemente usato per indicare i composti chimici in tedesco.

## Struttura
L'alanina, come tutti gli amminoacidi, è composta da un gruppo amminico ({\displaystyle {\ce {-NH2}}}) e da uno carbossilico ({\displaystyle {\ce {-COOH}}}). La catena laterale è molto breve ed alifatica ({\displaystyle {\ce {-CH3}}}), il che rende la molecola apolare. Siccome la molecola presenta un gruppo a carattere basico (quello amminico) ed uno a carattere acido (quello carbossilico), viene definita anfotera in quanto può mostrare entrambi i comportamenti a seconda del pH.
Il punto isoelettrico dell'alanina, ossia il valore di pH in cui l'amminoacido si dissocia nella sua parte acida ({\displaystyle {\ce {-COO-}}}) e si protona nella sua parte basica ({\displaystyle {\ce {-NH3+}}}), è 6,11. Questo valore lo si ottiene dalla media tra la costante di dissociazione acida e quella basica:
{\displaystyle pI={{pK_{COO^{-}}+pK_{NH_{3}^{+}}} \over 2}}
L'amminoacido così dissociato viene definito zwitterione, il quale presenta cariche negative e positive in uguali quantità e dunque, carica globale neutra. Questa proprietà impedisce ad uno zwitterione di subire una migrazione elettroforetica.
Siccome al carbonio 2, chiamato anche carbonio α, sono legati 4 sostituenti differenti ({\displaystyle {\ce {-H}}}, {\displaystyle {\ce {-CH3}}}, {\displaystyle {\ce {-NH2}}} e {\displaystyle {\ce {-COOH}}}), viene identificato in quest'ultimo uno stereocentro. A seconda di come sono orientati tridimensionalmente questi sostituenti, possono identificarsi 2 enantiomeri: l'acido 2(S)-amminopropanoico e l'acido 2(R)-amminopropanoico. Queste due molecole hanno attività ottica e quindi si possono distinguere l'L-alanina e la D-alanina.

Con il nome "alanina" si intendono in genere le miscele racemiche.

Struttura dell'L-alanina
Struttura della D-alanina

## L-alanina
L'enantiomero L dell'alanina è quello utilizzato dagli esseri viventi come mattoncino per costruire le proteine. Viene naturalmente sintetizzato nel nostro organismo, per cui rientra in quella categoria di amminoacidi non essenziali, che possono essere dunque evitati dall'alimentazione.

### Biosintesi
L'L-alanina può essere sintetizzata tramite amminazione riduttiva dell'acido piruvico. Nella prima fase di questa reazione α-chetoglutarato, ammoniaca e NADH vengono convertiti dall'enzima glutammato deidrogenasi in glutammato, NAD+ e acqua. Nella seconda fase, il gruppo amminico del glutammato appena formato viene trasferito al piruvato dall'alanina aminotransferasi, rigenerando l'α-chetoglutarato e convertendo il piruvato in alanina. Il risultato netto è che il piruvato e l'ammoniaca vengono convertiti in alanina, consumando un equivalente riducente. Questa reazione avviene principalmente nel fegato, luogo dove sono abbondanti i reagenti di questa reazione. Poiché le reazioni di transaminazione sono facilmente reversibili e il piruvato è presente in tutte le cellule, l'alanina può essere facilmente formata e quindi ha stretti legami con le vie metaboliche come la glicolisi, la gluconeogenesi e il ciclo dell'acido citrico.
L'alanina può inoltre essere sintetizzata partendo da amminoacidi a catena ramificata come valina, leucina e isoleucina.

### Sintesi industriale
L'L-alanina è prodotta industrialmente dalla decarbossilazione dell'L-aspartato per azione dell'enzima aspartato decarbossilasi. Può essere inoltre preparata mediante una condensazione dell'acetaldeide con cloruro di ammonio in presenza di cianuro di sodio, una reazione nota come sintesi di Strecker o mediante l'ammonolisi dell'acido 2-bromopropanoico.

### Metabolismo
L'alanina viene scomposta per deaminazione ossidativa a piruvato e ammoniaca. La reazione è quella inversa della reazione di biosintesi e pertanto viene catalizzata dagli stessi enzimi, mentre la direzione del processo è controllata dalla concentrazione relativa dei substrati e dei prodotti delle reazioni coinvolte. In condizioni di stress energetico le cellule del nostro organismo cercano di ricavare energia dal ciclo dell'acido citrico. Per effettuarlo però, devono ottenere il piruvato e lo prendono smontando l'alanina immediatamente disponibile. Questo procedimento però, è meno efficiente che ottenere piruvato dal glucosio, dal quale si ottengono 2 molecole di piruvato.
Nei mammiferi, le reazioni di sintesi e di scomposizione dell'alanina fanno parte di un ciclo che coinvolge anche il glucosio: il ciclo glucosio-alanina. Nei tessuti che degradano gli amminoacidi come carburante (come i muscoli), i gruppi amminici vengono raccolti sotto forma di glutammato per transaminazione. Il glutammato può quindi trasferire il suo gruppo amminico al piruvato, attraverso l'azione dell'alanina aminotransferasi, formando alanina e α-chetoglutarato. L'alanina entra nel flusso sanguigno e viene trasportata al fegato. La reazione dell'alanina aminotransferasi avviene al contrario nel fegato, dove il piruvato rigenerato viene utilizzato nella gluconeogenesi, formando glucosio che ritorna ai muscoli attraverso il sistema circolatorio. Il glutammato nel fegato entra nei mitocondri e viene scomposto dalla glutammato deidrogenasi in α-chetoglutarato e ammonio, che a sua volta partecipa al ciclo dell'urea per formare urea che viene escreta attraverso i reni.
Il ciclo glucosio-alanina consente la rimozione del piruvato e del glutammato dai muscoli e il trasporto al fegato. Una volta lì, il piruvato viene utilizzato per rigenerare il glucosio, dopodiché il glucosio ritorna al muscolo per essere metabolizzato a scopo energetico: questo sposta il carico energetico della gluconeogenesi al fegato anziché al muscolo, e tutto l'ATP disponibile nel muscolo può essere dedicato alla contrazione.

#### Collegamento al diabete
Le alterazioni del ciclo dell'alanina che aumentano i livelli di alanina aminotransferasi (ALT) sierica sono legate allo sviluppo del diabete di tipo II.

### Utilizzi
Questo amminoacido è usato dagli esseri viventi come mattoncino per costruire le proteine, ed è codificato nel codice genetico dai codoni GCT, GCC, GCA e GCG. Si ritiene che l'L-alanina sia stato uno dei primi amminoacidi ad essere inclusi nel repertorio del codice genetico. Sulla base di ciò, è stata formulata l'ipotesi di un "mondo alanino", ossia di un mondo prebiotico basato unicamente sull'alanina e sui suoi derivati. Questa ipotesi spiega come mai, da un punto di vista chimico, l'alanina possa essere sostituita nella struttura primaria di una proteina senza modificare pesantemente la struttura secondaria. In pratica, spiega la selezione evolutiva che è avvenuta sugli amminoacidi del repertorio del codice genetico. Secondo questo modello, la maggior parte degli amminoacidi contenuti nel codice genetico può essere considerata come derivati chimici dell'alanina. Pertanto delle sostituzioni di questi amminoacidi con l'alanina, fanno rimanere intatta la struttura secondaria delle proteine (α-eliche e β-foglietti). Il fatto che l'alanina mimi le strutture della maggior parte degli amminoacidi codificati è sfruttato nella mutagenesi a scansione dell'alanina.
Inoltre, la cristallografia a raggi X classica spesso impiega l'alanina per determinare le strutture tridimensionali delle proteine utilizzando la sostituzione molecolare.

## D-alanina
L'enantiomero D dell'alanina non viene utilizzato dal macchinario della sintesi proteica di alcun essere vivente, di conseguenza è catalogabile come amminoacido non proteinogenico. Nonostante ciò è una molecola indispensabile alla sopravvivenza dei procarioti, in quanto viene usata per la sintesi del peptidoglicano, un componente della parete cellulare. Al contrario non è indispensabile alla sopravvivenza degli eucarioti.

### Biosintesi
La reazione di sintesi è catalizzata dall'enzima alanina racemasi, che trasforma l'L-alanina, sintetizzata come spiegato precedentemente, nell'enantiomero D.

### Utilizzi
Il peptidoglicano della parete cellulare dei procarioti è una grossa molecola proteica formata da molte unità ripetute. Ognuna di queste unità possiede al suo interno una molecola di D-alanina.

## Abbondanza negli alimenti
Siccome tutti gli alimenti contengono proteine, tutti gli alimenti contengono alanina. Di seguito sono indicati solo alcuni degli alimenti in cui l'alanina risulta essere più abbondante:
| Alimenti                    | Dose (g/100 g) |
| --------------------------- | -------------- |
| Cotenna di maiale           | 5,811          |
| Carne di foca               | 4,725          |
| Albume d'uovo               | 4,684          |
| Spirulina essiccata         | 4,515          |
| Merluzzo                    | 3,799          |
| Proteine isolate della soia | 3,589          |
| Semi di sesamo              | 2,620          |
| Bacon                       | 2,370          |
| Semi di girasole            | 2,358          |
| Carne di manzo stagionata   | 2,254          |